# Ric Weiland
Richard W. ”Ric” Weiland, född 21 april 1953, död 24 juni 2006, var en datorpionjär och filantrop. Han var en av Microsofts första anställda och barndomsvän till Paul Allen och Bill Gates. Ric Weiland och Paul Allen grundade tillsammans Lakeside Programmers Group på Lakeside School, ett högstadium i Seattle. 